# Ed Muransky
Edward William "Ed" Muransky (nascido em 20 de janeiro de 1960) é um ex-jogador profissional de futebol americano que jogou pelo Los Angeles Raiders da National Football League (NFL) e pelo Orlando Renegades da United States Football League (USFL). Ele era um membro do Super Bowl XVIII Champion Raiders. Antes disso, ele era um atleta All-American e Academic All-American que jogou pelos Wolverines da Universidade de Michigan durante as temporadas – 1979-1981.
Depois de se aposentar do futebol, ele se tornou sócio e conselheiro de Edward J. DeBartolo Jr., ex-proprietário do San Francisco 49ers. Muransky testemunhou no julgamento de março de 2000 do governador da Louisiana, Edwin Edwards, principalmente sobre o que DeBartolo confidenciou a Muransky. DeBartolo foi a única vítima de extorsão que alegou ter sido extorquida diretamente por Edwards, mas Muransky não pôde fornecer testemunho direto sobre reuniões privadas entre DeBartolo e Edwards. Muransky continuou a perseguir interesses comerciais mesmo depois que as controvérsias sobre DeBartolo diminuíram.

## Colégio Cardeal Mooney
Nascido em Youngstown, Muransky jogou futebol na Cardinal Mooney High School, onde era carinhosamente conhecido como "Big Ed" pela família e colegas de equipe. Ele foi letrista do time do colégio por três anos e titular por dois anos como atacante interno do Cardinal Mooney. Em 1976, ele ganhou as honras All- Steel Valley, All- NEO e All-State, e recebeu o Mack Truck Award, concedido anualmente ao jogador de linha de ensino médio de maior destaque na área de Youngstown.

## Universidade de Michigan

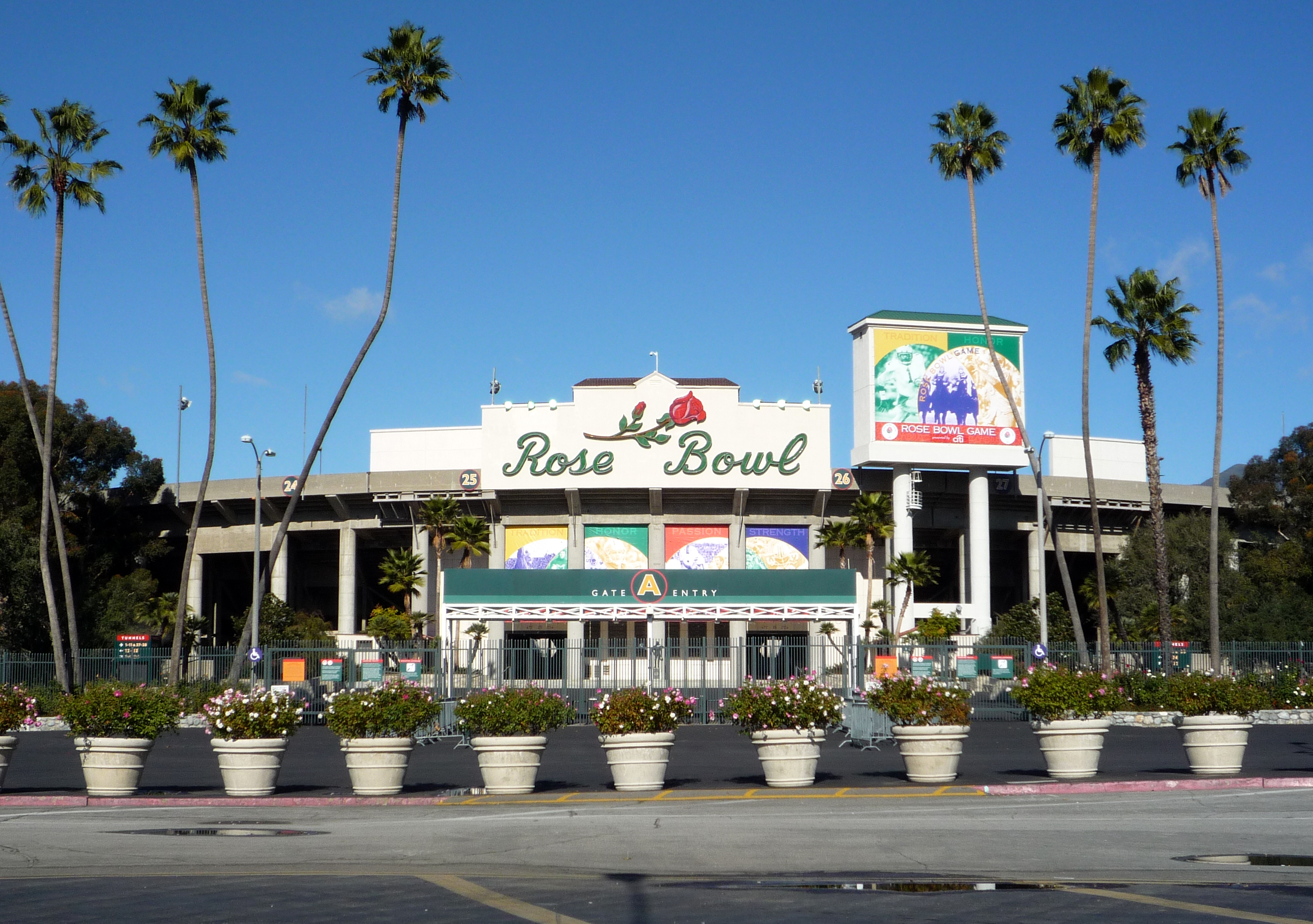
Muransky carregou Bo Schembechler para fora do campo após o Rose Bowl de 1981.

Altamente recrutado por várias escolas "blue chip", Muransky escolheu jogar futebol americano universitário na Universidade de Michigan. Ele escreveu cartas por três anos em Michigan, onde vestiu o nº 72, e ganhou o prêmio All -Big Ten em 1980 e 1981. Muransky começou 33 jogos consecutivos no ataque ofensivo para os Wolverines desde o segundo ano até o último ano – 1979-1981. O 6 ft 7 in (2.01 m), 320 lb (150 kg; 23 st)O  de linha foi um membro importante dos Wolverines de 1980, o primeiro time vencedor do bowl do técnico Bo Schembechler. Na verdade, ele começou todos os doze jogos no tackle direito. Isso inclui o Rose Bowl de 1981 contra o time de futebol americano Washington Huskies vencido por Michigan por 23 – 6. O jogo foi a primeira vitória de Schembechler no bowl, e o técnico foi carregado para fora do campo nos ombros de Muransky. Muransky foi nomeado para as equipes All-American da Associated Press, UPI e The Sporting News em 1981 e também conquistou "Academic All-American" em seu último ano. Ele fez parte de uma equipe de 1981 que teve cinco homenageados do All-American ( Anthony Carter, Butch Woolfolk, Bubba Paris e Kurt Becker ).

### Recordista "Beef Bowl"
Muransky também estabeleceu o recorde de todos os tempos do "Beef Bowl" ao consumir 8 lb (3.63 kg)  de costela no Lawry's antes do Rose Bowl de 1979. Muransky mais tarde lembrou: " Bubba Paris e eu éramos dois calouros felizes comendo juntos no evento Lawry's Beef Bowl antes do Rose Bowl Game de 1979. Depois de saborearmos nosso quarto prato de costela, purê de batata, milho e pudim de Yorkshire, Bubba perguntou qual era o recorde e eles disseram 7 cortes. Bubba continuou por mais 3 cortes e eu continuei por quatro, totalmente sob a tela do radar de Bo Schembechler. Quando eles entregaram o 8º corte para mim, a mídia começou a se reunir em volta da minha mesa, Bo passou e me disse o que ele estava pensando sem nunca dizer uma palavra. Depois, uma noite Paris-Muransky terminou com pizza. Na manhã seguinte, no treino, Bo fez de Bubba e de mim um exemplo. Nunca corremos tanto em nossas vidas como naquele dia. Estávamos em todas as jogadas de scrimmage e então corríamos sprints." Quando os Wolverines retornaram a Pasadena para o Rose Bowl de 1981, "Bo fez questão de vir ao fundo do avião e conversar comigo e com Bubba Paris. Ele queria nos informar que meu recorde de alguns anos antes não estaria em perigo porque estaríamos sentados com ele no Lawry's Beef Bowl. Ele disse que iria limitar cada um de nós a dois cortes de costela." Schembechler teve sua própria opinião sobre a história: "Eu os deixei comer porque eram calouros. Eles não iriam jogar de qualquer maneira."

### Big ChillCameo
Muransky também é lembrado por uma participação especial no filme de 1983 The Big Chill : "Eu estava no cinema assistindo, sem saber o que iria acontecer. Foi meio interessante com todos (os personagens) assistindo (o jogo Michigan-Michigan State de 1980). Foi muito legal. Assistir [o quarterback] John Wangler voltar foi muito legal. Por uma fração de segundo, enquanto eles voltam, penso comigo mesmo: 'Oh meu Deus, rezo a Deus para não estar segurando ou perdi um quarteirão por um sack ou algo assim na passagem da tela grande'. Mas foi um bom bloqueio e foi um momento divertido. Sempre que ouço 'The Big Chill', são boas lembranças."

### Desistentes
Os Wolverines foram a escolha unânime número 1 da pré-temporada em 1981, mas perderam a estreia para Wisconsin por 21 – 14. Na reunião da equipe no dia seguinte, Schembechler entrou na sala e escreveu "Ed Muransky" e "Stan Edwards" no quadro-negro, e então gritou: "O resto de vocês são desistentes. Não quero mais nada com você", e saiu. Segundo o técnico, Muransky e Edwards foram os únicos dois que jogaram com intensidade contra o Wisconsin, e Bo deixou para eles motivarem o restante do time. Muransky lançou um desafio ao ataque na noite anterior ao jogo da semana seguinte: "Olhei para todos e disse: 'Se continuarmos a jogar como grandes indivíduos, continuaremos a perder. Se começarmos a jogar como um grande time, começaremos a vencer." No dia seguinte, os Wolverines venceram a #1 classificada Notre Dame, 25–7.

## Carreira no futebol profissional

### Los Angeles Raiders
Muransky foi selecionado na quarta rodada (82ª escolha) pelos Oakland Raiders no Draft da NFL de 1982, e jogou em 24 partidas pelos Raiders de 1982 – 1984. Os Raiders se mudaram de Oakland para Los Angeles para jogar a temporada de 1982 da NFL. Assim, embora tenha sido convocado pelo Oakland Raiders, ele jogou sua carreira na NFL com o Los Angeles Raiders. Em sua segunda temporada na NFL, ele ganhou um anel do Super Bowl com a equipe do Raiders '1983 Super Bowl Championship. Ele jogou todos os 16 jogos da temporada regular pelos Raiders de Tom Flores naquela temporada. A equipe foi de 12 – 4 durante a temporada de 1983 da NFL e produziu oito Pro Bowlers. Muransky jogou por uma linha ofensiva que incluía os Pro Bowlers Henry Lawrence e Todd Christensen. A equipe foi liderada naquela temporada pelo quarterback Jim Plunkett e pelo futuro membro do Hall da Fama Marcus Allen, que correu para nove touchdowns, pegou dois e lançou três em um desempenho de passes de 4 – 7. Muransky descreveu a experiência do Super Bowl como um "redemoinho" com "duas semanas de hype como você nunca viu". Ele relembrou: "Foi um grande negócio porque os jogadores da linha ofensiva não estavam ganhando o que ganham hoje. Naquele ano, ganhei $ 77.000, o que era um contrato bastante decente na época. Mas se você ganhou o Super Bowl, ganhou $ 64.000. Então não era amendoim. Lembro-me de sair do campo depois disso, pensando comigo mesmo: 'Tenho um anel do Super Bowl para o resto da minha vida.'" Embora Muransky tenha sido selecionado para um gameshare do Super Bowl, ele não estava na lista oficial do dia do jogo.
Embora os Raiders tenham vencido apenas um Super Bowl com Muransky, eles tiveram grande sucesso. Em sua temporada de estreia – eles estavam 8-1 na temporada encurtada por greves. Este foi o melhor recorde da Conferência de Futebol Americano e empatado como o melhor da Liga. A equipe, no entanto, foi derrotada pelo – New York Jets na segunda rodada dos Playoffs da NFL de 1982-83. Os Raiders de 1984 foram de 11 – -5 e também chegaram aos playoffs da NFL de 1984-85. As equipes Raiders dos anos de Muransky foram – na temporada regular – 4-2 nos playoffs sob o comando de Flores.

### Renegados da USFL Orlando
Depois de jogar pelos Raiders, Muransky assinou com o Orlando Renegades da USFL. Ele jogou e começou 14 dos 18 Renegades jogos sob Lee Corso. A equipe não teve tanto sucesso quanto os Raiders e foi de 5 – 13. Quando a liga acabou, ele decidiu se aposentar e entrar no mundo dos negócios.

## Carreira empresarial
Depois que sua carreira no futebol terminou, Muransky trabalhou brevemente como locutor esportivo na WYTV em Youngstown. Mais tarde, ele se tornou CEO e presidente da Gallagher Pipino, Inc e das empresas Muransky. Ele é casado com a ex-Christine Pipino e tem três filhos:  Eddie, Deloran e Donielle.

### Trabalho com Eddie DeBartolo e o julgamento de Edwards
No final dos anos 1990 e início dos anos 2000, Muransky se tornou o conselheiro e parceiro de negócios de maior confiança de Edward J. DeBartolo Jr., herdeiro de um império imobiliário e ex-proprietário do San Francisco 49ers. Por um tempo, Muransky foi o CEO do DeBartolo Property Group, e os dois fizeram parceria em vários empreendimentos comerciais. DeBartolo se aventurou no negócio de cassinos contra a vontade de sua irmã, Denise DeBartolo York, e contratou o contato da família, Muransky, para chefiar a DeBartolo Entertainment. Eventualmente, Muransky, que dizem ter um grande senso de negócios, tornou-se o conselheiro de maior confiança de DeBartolo, o que causou um desentendimento com Carmen Policy, presidente do 49ers.
Em 1997, Muransky se envolveu nos esforços de DeBartolo para abrir um cassino de jogo em um barco na Louisiana. O projeto exigia a aprovação do conselho estadual de jogos de azar e resultou em um escândalo de suborno altamente divulgado que terminou com a condenação do ex-governador da Louisiana Edwin Edwards por 17 acusações, incluindo extorsão, extorsão, fraude postal e fraude eletrônica. Para garantir o licenciamento do cassino, Edwards e associados supostamente solicitaram subornos de DeBartolo, incluindo uma maleta com $ 400.000. Dos muitos que alegaram ter sido vítimas de extorsão, DeBartolo foi o único que afirmou ter sido extorquido diretamente por Edwards. Muransky foi capaz de descrever seu relacionamento com DeBartolo, mas não pôde fornecer testemunho sobre reuniões privadas entre DeBartolo e Edwards.

### Negócios pós-julgamento
DeBartolo colocou Muransky no conselho de administração da DeBartolo Corporation após chegar a um acordo judicial que o deixou (DeBartolo) um criminoso condenado e o impediu de servir no conselho corporativo. Eventualmente, depois que DeBartolo se envolveu na corrupção, ele entregou o controle do 49ers para sua irmã. DeBartolo e Muransky supostamente passaram por uma separação amarga em 2002. Após o rompimento com DeBartolo, Muransky mudou-se com sua família de volta para Youngstown.
Em 2007, Muransky, como proprietário da Muransky Co. e Southwoods Surgical Center em Boardman, Ohio, entrou com um pedido de indenização monetária e dissolução de uma joint venture destinada a abrir um hospital com fins lucrativos de serviço completo no sul do condado de Mahoning. Muransky disse ao The Vindicator : "Estou muito desapontado com esta comunidade. Houve uma oportunidade absoluta para fazer crescer o sistema de saúde... Em alguns anos, teremos que dirigir até Akron, Pittsburgh e Cleveland para obter assistência médica, porque não está mais disponível aqui. Estou estupefato que tenha chegado a isso." Muransky disse que uma das razões pelas quais ele voltou para Youngstown foi usar suas habilidades para retribuir à comunidade.
Ed também atua como fundador, presidente e CEO da Chestnut Land Company, a holding das franquias de pretzel macio da tia Anne que operam nos Estados Unidos. Ele opera com sucesso quase 70 lojas sob esse nome de franquia, com localizações em 15 estados.